# Umperio Bogarto
Umperio Bogarto è un personaggio dei fumetti della Disney creato dalla penna di Carlo Chendi e dalla matita di Giorgio Cavazzano, padri di molti personaggi italiani.
Contrariamente a quanto si pensa, non si tratta di un'oca, bensì di un papero, e lo si può capire dal becco che non è a punta (un esempio di oca nei fumetti Disney è rappresentato da Ciccio, il pigro aiutante di Nonna Papera).
Di professione è un investigatore privato (piuttosto squattrinato) e da qui nasce l'evidente assonanza del nome con Humphrey Bogart. Vive nella città di Paperopoli, veste un impermeabile e un cappello a tesa larga gialli, e nelle sue prime disavventure era quasi sempre ingaggiato da Ok Quack, un'altra creatura di Chendi e Cavazzano, per ritrovare il suo disco volante (tali storie risalgono alla prima metà degli anni ottanta). In quelle più recenti invece, è spesso accompagnato da Paperoga, nella disperata ricerca della soluzione di casi improbabili e demenziali, e spesso viene ingaggiato da Paperon de' Paperoni, che ogni volta trova la scusa per non pagarlo.